# مزجين
مزجين هي قرية في مقاطعة خلخال، إيران. يقدر عدد سكانها بـ 404 نسمة بحسب إحصاء 2016.